# Ermenonville
Ermenonville település Franciaországban, Oise megyében. Lakosainak száma 927 fő (2022. január 1.). Ermenonville Fontaine-Chaalis, Ver-sur-Launette, Ève, Le Plessis-Belleville és Montagny-Sainte-Félicité községekkel határos.

## Népesség
A település népességének változása:
| Lakosok száma | 1001 | 1013 | 1014 | 1031 | 1007 | 1004 | 996  | 946  | 947  | 927  |
|               | 2013 | 2014 | 2015 | 2016 | 2017 | 2018 | 2019 | 2020 | 2021 | 2022 |

## Kapcsolódó szócikk
- A Turkish Airlines 981-es járatának katasztrófája